# الشنافية
الشنافية (رسمياً: قضاء الشنافية) مدينة عراقية، إحدى أقضية محافظة الديوانية، تبعد عن العاصمة بغداد 250 كم تقريباً، من الجنوب لها حدود مع  محافظة المثنى ومن الغرب ناحية القادسية التابعة إلى محافظة النجف الاشرف، يقسم  نهر الفرات المدينة إلى قسمين رئيسيين، السراي والخسف. يوجد في المدينة أكثر من 10 مدارس ومصفى نفط و مرقد عيسى بن زيد وكذلك مرقد عبد الله بن الحسن المثنى.  تدار المدينة من قبل المجلس البلدي.